# Куманичевци
Куманичевци (на гръцки: Λιθιώτες, Литиотес) са жителите на село Куманичево (Лития), Гърция. Това е списък на най-известните от тях.

## Родени в Куманичево
А – Б – В – Г – Д –
Е – Ж – З – И – Й —
К – Л – М – Н – О —
П – Р – С – Т – У —
Ф – Х – Ц – Ч – Ш —
Щ – Ю – Я

### А
- Александра Методиева Мичевска (1930 – ?), дъщеря на Методи Дуев и сестра на Кузман Дуев, партизани на ЕЛАС, войник на ДАГ (1947 – 1949), след разгрома на ДАГ бяга в СССР (1949 – 1957), в 1958 година се преселва в България, оставя спомени[1]

### Б
- Божко (около 1761 – ?), български майстор строител, роден в Долно Куманичево, преселил се в Брацигово през 1791 г., представител на Брациговската архитектурно-строителна школа[2]

### В
- Вангел Пандов Пенев (1904 – ?), член на ЕАМ от 1941 година, помагач на ДАГ (1946 – 1949), след разгрома на ДАГ в 1949 година емигрира в България и се установява във Варна, оставя спомени[3]

### Г
- Георги Антонов, Андонов или Дончев (1863 – след 1943), български революционер
- Григор Кузов Цопов (1877 – след 1943), македоно-одрински опълченец, 8-а костурска дружина, участвал в походите София, Саранбей, Мустафа паша, Димотика, Софлу, Фере, Дедеагач, Шаркьой, Султан тепе, Кочани; на 6 април 1943 година като жител на Варна подава молба за българска народна пенсия, която е одобрена и пенсията е отпусната от Министерския съвет на Царство България[4]

### Д
- Дамян Георгиев (1879 – 1943), български предприемач
- Дамян Перелингов (1860/1861 – ?), български политик, кмет на Варна
- Дели Ванчо (около 1751 – ?), български майстор строител, преселил се в Брацигово в 1791 година, участвал в реконструкцията на Рилския манастир в 1816 – 1819 година, представител на Брациговската архитектурно-строителна школа[2]
- Димитър Гочев, български революционер, деец на „Охрана“
- Димитър Кузов, македоно-одрински опълченец, Сборна партизанска рота на МОО[5]
- Димитър Павлов Самаров (1929 – ?), член на ЕПОН от 1945 г., войник на ДАГ (1947 – 1949), след разгрома на ДАГ бяга в СССР (1949 – 1960), в 1960 г. се преселва във Варна, България, оставя спомени[6]

### И
- Иван Константинов, български революционер от ВМОРО, четник на Кузо Попдинов[7]

### К
- Калиопа Костадинова Дуева (1900 – ?), родена в Цариград, членка на АФЖ (1944), ятачка на ЕЛАС, войник на ДАГ в Гражданската война (1948 – 1949), след края на Гражданската война в 1949 година заминава за Полша, а в 1952 година се установява със семейството си във Варна, България, оставя спомени[8]
- Керу (около 1761 – ?), български майстор строител, роден в Долно Куманичево, преселил се в Брацигово през 1791 г., представител на Брациговската архитектурно-строителна школа[2]
- Константин Пандов (1875 – 1956), учител и обществен деец, преподавал в Куманичево и Костурското българско училище
- Константин Количев, български просветен деец от Долно Куманичево, завършил Солунската българска мъжка гимназия, учител в Горно Куманичево[9] и в костурското село Горенци[10]
- Константин Папафилипуов (Κωνσταντίνος Παπαφιλίππου), гръцки андартски деец, агент от ІІ ред[11]
- Коста (Петре) Костурски, български революционер
- Коста (Дине) Янакиев Козаров (1879 – след 1943), македоно-одрински опълченец, Огнестрелен парк на МОО, на 13 март 1943 година, като жител на Варна, подава молба за българска народна пенсия, която е одобрена и пенсията е отпусната от Министерския съвет на Царство България[12]
- Костадин Николов (1868 – 1924), български революционер, деец на ВМОРО
- Костадин Филиматов, деец на ВМОРО, селски войвода на четата от Куманичево[13]

### М
- Малезо (около 1756 – ?), български майстор строител, роден в Долно Куманичево, преселил се в Брацигово през 1791 г., участвал в реконструкцията на Рилския манастир в 1816 – 1819 г., представител на Брациговската архитектурно-строителна школа[2]
- Методи Димитров Дуев (1897 – ?), ятак на ЕЛАС (1944 – 1945), включва се в бригадата на Гоче, в 1945 година емигрира в Югославия и се включва в Народоосвободителната армия на Югославия, а в 1950 година се установява във Варна, България, оставя спомени[14]
- Милка Георгиева Нашева (1900 – ?), членка на АФЖ, помагачка на ЕЛАС, в 1948 година с 30 деца заминава за Унгария, в 1951 година с мъжа си се заселва във Варна, България, оставя спомени[15]
- Милка Динева Пенева (1902 – ?), помагачка на ЕЛАС, санитарка на ДАГ (1948 – 1949), след разгрома на ДАГ в 1949 година емигрира в Полша, в 1955 г. се заселва в България, където се събира със семейството си, оставя спомени[16]
- Михаил Търпов (Μιχαήλ Ευτερπίου), гръцки андартски деец, агент от ІІ ред, информатор на Германос Каравангелис, водач на гръцката партия в селото, в 1905 година български четници запалват къщата му, в която изгаря майка му и осемгодишният му син Наум[11]

### Н
- Никола Иванов Янчев Тунджев (1854 – след 1943), български революционер
- Никола Методиев Мичевски (1922 – ?), партизанин на ЕЛАС (1944) в бригадата на Гоче, преминала в 1944 година в Югославия и сляла се със 17 македонска бригада, в 1946 година с четата на Георги Калков се прехвърля обратно в Гърция, войник на ДАГ (1946 – 1949), след разгрома на ДАГ бяга в СССР (1949 – 1957), в 1958 г. се преселва в България със семейството си и се установява във Варна, оставя спомени[17]
- Никола Цицов (1871 – ?), български просветен деец

### П
- Панталей Гавралов (1925 – ?), български революционер, деец на „Охрана“
- Паринда Хрисанти Дамянова (1929 – ?), ятачка и партизанка на ЕЛАС, след разгрома на ДАГ в 1949 година емигрира в СССР, а в 1971 г. се заселва във Варна, България, оставя спомени[18]
- Петър Динев (1889 – 1980), български музиковед и композитор

### С
- Стоицата (около 1756 – ?), български майстор строител, роден в Долно Куманичево, преселил се в Брацигово през 1791 г., участвал в реконструкцията на Рилския манастир в 1816 – 1819 г., представител на Брациговската архитектурно-строителна школа[2]

### Т
- Тодор Василев (Θεόδωρος Βασιλείου), гръцки андартски деец, агент от ІІІ ред, къщата му в Куманичево е запалена, а майка му е убита от български четници, Василев бяга в Костур и служи на гръцката пропаганда като информатор[19]
- Тодор Евтерпов (Θεόδωρος Ευτερπίου), гръцки андартски деец, агент от ІІІ ред[11]

### Х
- Христо Бабаеленов (1870 – след 1943), български революционер, селски войвода на ВМОРО
- Христо Томов Конуков (1922 – ?), партизанин на ЕЛАС (1943 – 1944), войник на ДАГ (1946 – 1949), ранен е изпратен на лечение в Унгария, откъдето в 1954 година идва в България и се установява във Варна, оставя спомени[20]

### Я
- Янин (около 1751 – ?), български майстор строител, роден в Горно Куманичево, преселил се в Брацигово през 1791 г., участвал в реконструкцията на Рилския манастир в 1816 – 1819 г., представител на Брациговската архитектурно-строителна школа[2]

### Македоно-одрински опълченци от Куманичево
- Васил Алексев Стойков, Трета рота на Пета одринска дружина[21]
- Васил Димитров, Втора рота на Осма костурска дружина[22]
- Диаманди Димитров, 40 (41)-годишен, еснаф, основно образование, жител на Тюрк арнаутлар, Огнестрелен парк[23]
- Димитър Коспачев, Сборна партизанска рота на МОО[24]
- Димитър Костачев, Сборна партизанска рота[25]
- Димитър Кузманов Калфов, сражавал се в боевете при Шаркьой и Булаир.
- Димитър Стефов, Сборна партизанска рота[26]
- Дине Куманички, Сборна партизанска рота[27]
- Дине Янакев, 30-годишен, млекар, IV отделение, Продоволствен транспорт на МОО[28]
- Костадин Г. Николов (1878 – 1924), български революционер, живеещ във Варна, Продоволствен транспорт, Огнестрелен парк на МОО[29]
- Наке (Наки) Апостолов, 28 (27-годишен), млекар (земеделец), III отделение, четата на Яким Траянов, Четиринадесета воденска дружина[30]
- Стефан Киряков (Кирков), 28-годишен, четата на Никола Лефтеров, Четвърта рота на Десета прилепска дружина, носител на бронзов медал[31]
- Тодор Ангелов, 45-годишен, земеделец, неграмотен, четата на Стоян Филипов[32]
- Тома Ставрев, 30-годишен, млекар, III отделение, живеещ във Варна, Продоволствен транспорт на МОО[33]
- Христо Димитров, Продоволствен транспорт на МОО[34]

### Куманичевски комитет на Охрана
- Никола Конукчиев[35]
- Вангел Конукчиев[35]
- Андрей Костов[35]
- Аристид Кочанов[35]
- Христо Гонков[35]
- Фоти Конукчиев[35]

## Свързани с Куманичево
- Борис Динев (р. 1955), български музикант, по произход от Куманичево
- Димитър Динев  (1923 – 1987), български композитор, по произход от Куманичево
- Мария Ковачева, българска архитектка, по произход от Куманичево